# Bejito
Bejito je eden od priljubljenih osvežilnih koktajlov z beherovko. 

## Sestavine
- 4 cl Becherovke
- 1 cl Amaretto Disaronno
- 15 cl višnjevega soka
- 1 čajna žlička sladkorja
- 1 cl limetinega soka
- rezine limete
- meta
- zdrobljeni led

## Priprava
Pripravlja se praviloma v visokem kozarcu, ki se proti vrhu širi. Najprej nalijte Beherovko in višnjev in limetin sok ter jih zmešajte, nato jim dodajte Amaretto Disaronno s čajno žličko sladkorja in primerno količino zdrobljenega ledu. Dodajte narezane rezine limete in okrasite z meto.